# L.O.K
『L.O.K』（エル オー ケー）は、久保田利伸の13枚目のアルバム。2015年3月18日に、SME Recordsから発売された。

## 概要
前作『Gold Skool』より3年半ぶりのオリジナル・アルバム。『L.O.K』は「Lots Of Kisses」の略。裏テーマは「感謝」。先行シングル3曲・タイアップ4曲含む全13曲。DVD付の初回限定盤と通常盤の2形態で発売。DVDにはミュージック・ビデオ3曲、ツアードキュメントを収録。

## 収録曲
作詞・作曲：久保田利伸　編曲：柿崎洋一郎（特記以外）

### CD
1. L.O.K 〜Foreplay〜　0分55秒
  - 編曲：久保田利伸・柿崎洋一郎
2. Cosmic Ride feat. AKLO　4分40秒
3. Free Style　3分51秒
  - 編曲：久保田利伸・森大輔
  - 2014年・日本コカ・コーラ「シュウェップス」CMソング
4. majo?　4分56秒
5. Squeeze U　5分3秒
  - 編曲：久保田利伸・森大輔
6. Honey Trap　4分49秒
  - 編曲：久保田利伸・森大輔
7. Loving Power　3分33秒
  - 作曲・編曲：久保田利伸・森大輔
  - 2015年・ヨコハマタイヤ「BluEarthブルーアース」CMソング
8. L.O.K 〜The play〜　2分6秒
  - 編曲：久保田利伸・柿崎洋一郎
9. Upside Down　4分5秒 
  - 2014年「フォルクスワーゲン ”up!”」TV-CMイメージソング
10. Da Slow Jam　5分2秒
  - 作曲：久保田利伸・森大輔　編曲：森大輔
11. Tiny Space　4分51秒
12. Peaceful Sky　4分21秒
  - 作曲：久保田利伸・UTA　編曲：UTA
13. Bring me up!　4分9秒
  - 2012-13年「フォルクスワーゲン ”up!”」TV-CMイメージソング

### 初回限定盤DVD
1. Bring me up! (Music Video)
2. Upside Down (Music Video)
3. Free Style (Music Video)
4. TOSHINOBU KUBOTA 2013-14 ドキュメント "Kissing for my people"

## 演奏
- 久保田利伸
  - Vocal
  - Beats (#1.3.6.7.8.9.11.13)
  - Clap, Party Noise (#3)
  - Background Vocal (#2-7.9-13)
- 柿崎洋一郎
  - Keyboards (#1.4.8.9.11.13)
  - Guitar (#1.8.9.11.13)
  - Talkbox (#2.12)
- 白根佳尚：Electric Drum (#2)
- AKLO：Additional Vocal (#2)
- 森大輔
  - Keyboards (#3.5.6.7.10)
  - Clap, Party Noise, Background Vocal (#3)
  - Vocoder (#7)
- YURI
  - Background Vocal (#3.9)
  - Clap, Party Noise (#3)
  - Witch's Scat (#4)
  - Voice of honey (#6)
- 岡雄三：Bass (#9)
- UTA：All Instruments (#12)